# Hydrastis canadensis
Hydrastis canadensis es la única especie aceptada del género Hydrastis de la familia Ranunculaceae. Es nativa del este de Canadá y  Estados Unidos. Crece en los bosques umbríos y húmedos de Estados Unidos y Canadá. También se cultiva en países del norte de Europa desde Inglaterra a Rusia.

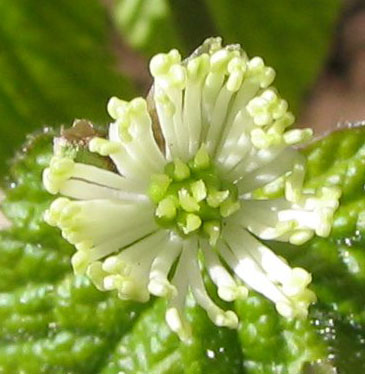
Detalle de la flor

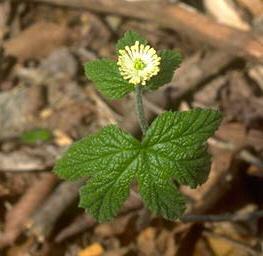
Vista de la planta con flor

## Descripción
Es una planta herbácea perenne que alcanza de 15-50 cm de altura de rizoma con fuertes raíces fibrosas. Los tallo son pubescentes, sin ramificar. Tiene una hoja basal que se marchita rápidamente y hojas palmatisectas con lóbulos desiguales de bordes simples o doble sierra. Pueden medir de 3 a 10 cm en la antesis hasta 25 cm durante la fructificación. Inflorescencia terminal con flores pedunculadas solitarias de 8-18 mm de ancho con sépalos glabros, sin garras. Numerosos estambres muy extendidos de color blanco, es lo más vistoso de la flor. El fruto es un agregado de bayas de color rojo, cada una con 1 o 2 semillas negras de 2,5-4,5 mm.

## Fitoquímica
Contiene los alcaloides de isoquinolina: hidrastina, berberina, berberastina, hidrastinina, tetrahydroberberastina, canadina y canalidina. Un compuesto relacionado, 8-oxotetrahydrothalifendina se identificó en un estudio. Un estudio analizó el contenido en hidrastina y berberina del sello de oro comercial y de productos que contienen sello de oro y encontró que contenían del 0% -2,93% de hidrastina y 0.82% -5.86% berberina. La berberina y la hidrastina actúan  como bases cuaternarias y son poco solubles en agua pero solubles en alcohol. La hierba parece tener actividad antibacteriana sinérgica sobre la berberina in vitro, posiblemente debido a la bomba de eflujo de la actividad inhibidora.
Varias bacterias y hongos, junto con protozoos y la clamidia seleccionada son susceptibles a la berberina in vitro. La berberina lo único que tiene débil es la actividad antibiótica in vitro ya que muchos microorganismos activamente la exportan desde la célula (aunque toda la hierba es probable que funcione en el sistema inmune, así como en el ataque a los microbios y por lo tanto tienen un efecto clínico más fuerte que la actividad antibiótica sola sugeriría).  Es interesante señalar que hay algunas pruebas para otras especies que contienen síntesis de berberina  de un inhibidor de la bomba de flujo que tiende a impedir que la resistencia de los antibióticos, un caso de evidencia científica sólida de que la hierba es superior a la del principio activo aislado. Sin embargo, aún no se sabe si el sello de oro contiene un inhibidor de la bomba de flujo de resistencia a los medicamentos, aunque muchas hierbas antimicrobianas lo hacen. 

## Taxonomía
Hydrastis canadensis fue descrita por Carlos Linneo y publicada en Systema Naturae, Editio Decima 2: 1088, en el año 1759.
Sinonimia
- Hydrastis trifolia Raf.
- Warnera canadensis Mill.
- Warnera diphylla Raf.
- Warnera tinctoria Raf.[12]

## Nombre común
hidrastis, hidrastis del Canadá, sello de oro